# Andriantsoly
Andriantsoly (né Tsi Levalou), mort en 1847, est un monarque malgache (v. 1820-1824) de la première moitié du XIXe siècle. Il s’agit du dernier monarque à avoir régné sur Mayotte. 

## Biographie
Tsi Levalou (ou Tsy Levalou) comptait parmi les derniers héritiers du roi sakalava de Boina à Madagascar. Vers 1820, sous l'influence de ses conseillers Antalaotra, il se convertit à l'islam. Entre 1822 et 1824 (prise de Majunga), il est vaincu par Ramanetaka, commandant des troupes de Radama Ier, le roi d'Émyrne (merina) soutenu par les Britanniques. En fuite puis placé en résidence surveillée à Marovoay, il continue cependant à fomenter des insurrections contre le roi merina et se rend à Zanzibar pour réclamer en vain l'aide de l'Imam de Mascate.
À la mort de Radama, en 1828, Tsi Levalou est rappelé par sa sœur Ouantity (ou Ouantitsi). Cette tentative de restauration est cependant écrasée par les troupes de la reine Ranavalona Ire commandées par le général Ramaromisy. En 1831, l'ancien roi de Boina se réfugie avec quelques membres de sa cour à Nosy Be puis à Mayotte, dirigée jusqu'en 1829 par son parent et ami Mwana Madi (ou Mouana-Maddi, ou Amadi), tandis que sa sœur Ouantity fait allégeance à Ranavalona.
À Mayotte, Tsi Levalou entre au service du sultan lors des opérations militaires menées par ce dernier contre ses rivaux, contre d'autres comoriens et contre les pirates. Il prend le nom d'Andrian Souly (puis Andriantsoly) après son mariage avec une parente du sultan.
Après avoir tout d'abord reçu une partie de l'île en récompense de sa loyauté, il hérite du sultanat en 1832 après avoir écarté Bwana Kombo (ou Buanacombé, ou Banakombo), un fils de Mawana Madi, qui trouve refuge à Mohéli. Il doit alors défendre l'île contre les visées du hova Ramanetaka - devenu le maître de Mohéli sous le nom d'Abderahmane - et des sultans d'Anjouan, Abdallah puis Salim (1836). Considéré comme un simple gouverneur par Salim et réfugié à Pamandzi, Andriantsoly voudrait préserver l'autonomie de son île face aux autres souverains comoriens. Or, dépourvu d'allié contre ces derniers et contre la monarchie malgache soutenue par la Grande-Bretagne, il se sait menacé. Il se tourne alors vers les rivaux des Britanniques, les Français, qui viennent de s'emparer de Nosy Be. C'est dans ce contexte que, le 25 avril 1841, le sultan cède à la France sa souveraineté sur Mayotte par une simple vente, obtenant du capitaine Pierre Passot (envoyé par Anne Chrétien Louis de Hell), une rente viagère personnelle de mille piastres (5000 francs) et quelques promesses, comme celle d'élever deux enfants du sultan à La Réunion. Ce traité est ratifié par le gouvernement français en 1843.

Déchargé de ses devoirs diplomatiques et militaires par le protectorat français, Andriantsoly se retire dans l'oisiveté et l'alcoolisme, comme en témoigne un officier français en 1845 
« Quand nous nous rendîmes à la demeure d'Ardrian-Souli [sic], nous fûmes introduits près de lui par son intendant. Nous nous trouvâmes en face d'un gros homme trapu, au cou enfoncé dans les épaules, qui, accroupi sur une natte, achevait son repas du soir, entouré de ses serviteurs et de ses amis. En le voyant porter avidement à ses lèvres un énorme bol de tafia, nous nous expliquâmes l'air hébété et ignoble de cet homme, autrefois remarquable par son intelligence et son courage. »
Il est resté célèbre pour avoir préféré le rattachement de Mayotte au royaume de France, le 25 avril 1841, plutôt que de laisser ces îles être annexées par les royaumes voisins. La vente de Mayotte se fait contre l'attribution d'une importante rente personnelle et l'engagement pour la France de prendre en charge deux de ses enfants et de leur fournir une éducation à l'occidentale à La Réunion. 
Après avoir renoncé à la souveraineté, il sombre dans l'alcoolisme et les excès et meurt assassiné en 1847.
Son tombeau royal, érigé selon le modèle malgache, se situe au sommet de la Pointe de Mahabou au sud de Mamoudzou, en Grande-Terre. Ce tombeau est entretenu par des fidèles.